# مجموعه بناهای بادرود
مجموعه بناهای بادرود مربوط به دوره قاجار است و در شهرستان تهران، روستای پادرود واقع شده و این اثر در تاریخ ۲۵ اسفند ۱۳۷۹ با شمارهٔ ثبت ۳۱۰۶ به‌عنوان یکی از آثار ملی ایران به ثبت رسیده است.